# Васьків Володимир
Володимир Васьків (нар. 25 грудня 1930, Шепетівка) — український письменник, пісняр, співак-бандурист, журналіст, маляр, графік.

## Біографія
Народився 25 грудня 1930 р. у місті Шепетівка на Волині. У роки Другої світової війни емігрував до Німеччини, потім до США. Закінчив гімназію в Ашафенбурзі, потім навчався у Ньюарку. Малював олією, укладав картини зі шматочків дерева, складав пісні.

## Творчий доробок
Автор повісті «Повстанець Шугай», переспіву «Слова о полку Ігоревім», багатьох пісень, малюнків.